# Villa del Priorato di Malta

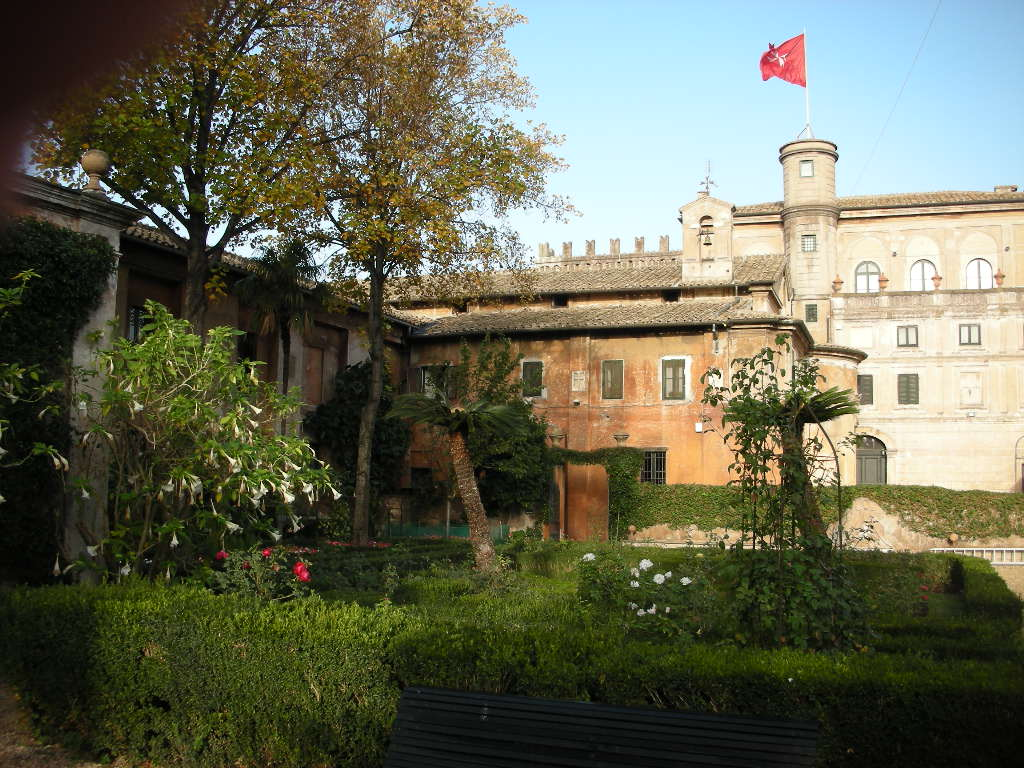
Vista da villa e seu famoso jardim.

Villa del Priorato di Malta, no monte Aventino (rione Ripa), é a sede do grão-priorado em Roma da Ordem Soberana e Militar de Malta, uma ordem cavalheiresca que permanece ainda hoje como uma entidade soberana. É ali também que fica a embaixada da ordem à Itália. A propriedade é uma das duas pertencentes à ordem em Roma com direitos de extraterritorialidade concedidos pelo Governo Italiano. A outra é o Palazzo Malta, na Via dei Condotti.

## História
O local, numa elevação diretamente de frente para o Tibre e para a entrada da Ponte Sublício, já era um mosteiro beneditino fortificado no século X. O mosteiro depois passou para os Templários e, depois da dissolução da ordem, para os Cavaleiros Hospitalários, precedessores da presente Ordem de Malta. Reformas radicais foram realizadas no local entre os séculos XV e XVII. A villa recebeu seus direitos em 1869, logo depois da unificação da Itália. No piano nobile está uma coleção de retratos dos antigos grão-mestres da ordem.

## Local
Chega-se ao local através da via Santa Sabina, que termina na pequena e pitoresca piazza dei Cavallieri di Malta, fechada de dois lados por ciprestes do jardim dos beneditinos, o cenário de uma tela de fantasia com obeliscos e estelas construída em 1765 com base num projeto de Giovanni Battista Piranesi, um dos pouquíssimos projetos de fato construídos deste famoso gravador que se orgulhava também de ser um arquieto. À frente se ergue o campanário neorromânico da igreja de Sant'Anselmo (1893–1900), ligado ao Seminário Beneditino Internacional (em italiano:  Seminario Internazionale Benedittino). No terceiro lado, à direita, está o monumental portão de entrada, também projetado por Piranesi por encomenda do cardeal Carlfo Rezzonico, sobrinho do papa Clemente XIII. A villa é provavelmente mais famosa por causa de uma pequena fechadura no portão encimado por um arco, na qual se vê, perfeitamente enquadrada, a cúpula verde-cobre da Basílica de São Pedro. A fachada é coroada por um frontão baixo; pilastras duplas de cada lado da porta estão encimadas por capiteis fantasiosos, cada um formado por uma torre ladeada por esfinges sentadas; outros elementos clássicos estão da mesma forma combinados de forma fantasiosa e pessoal.

## Galeria

Imagens da villa
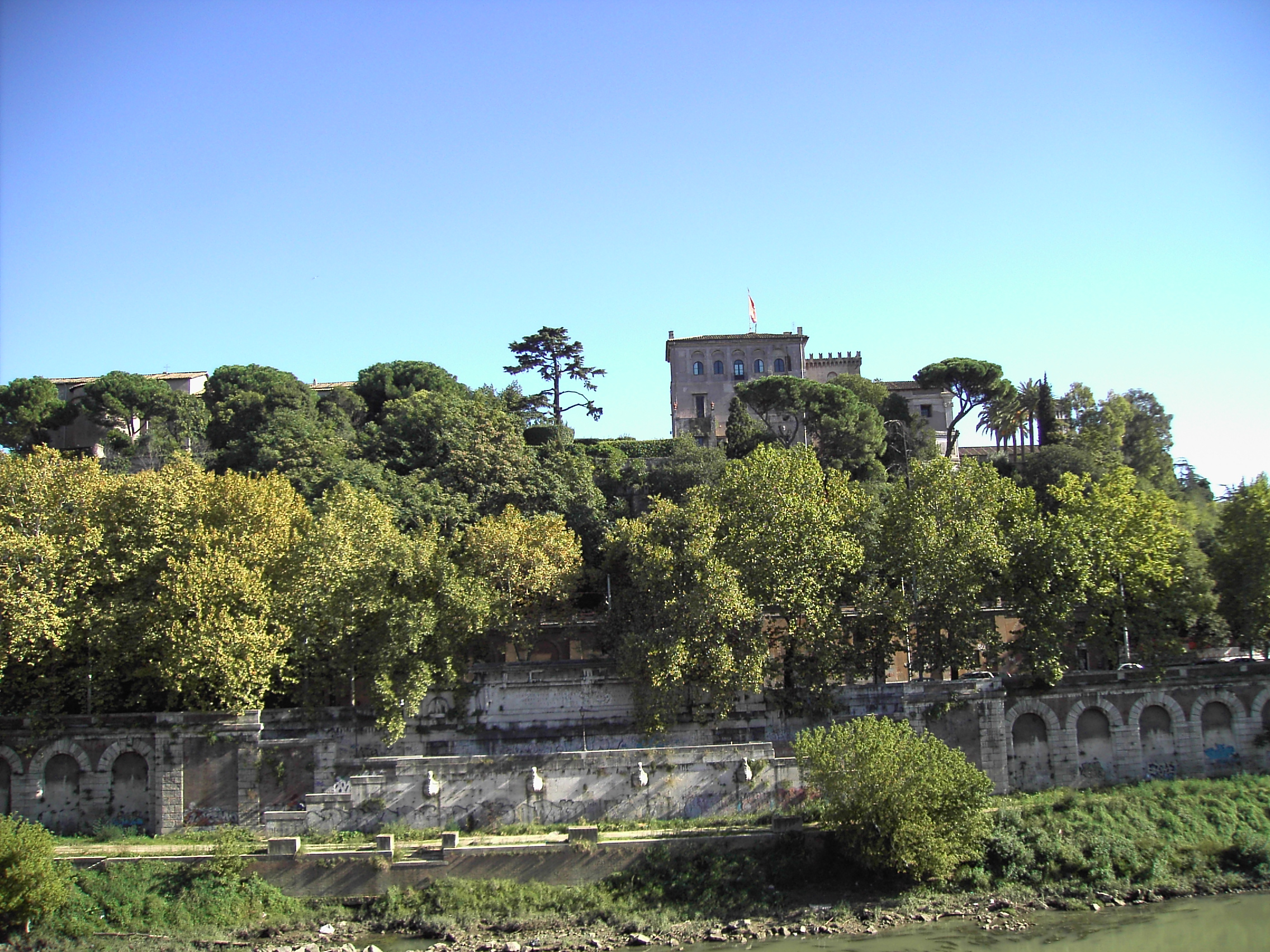
Vista a partir do Trastevere da villa, no alto do monte Aventino.
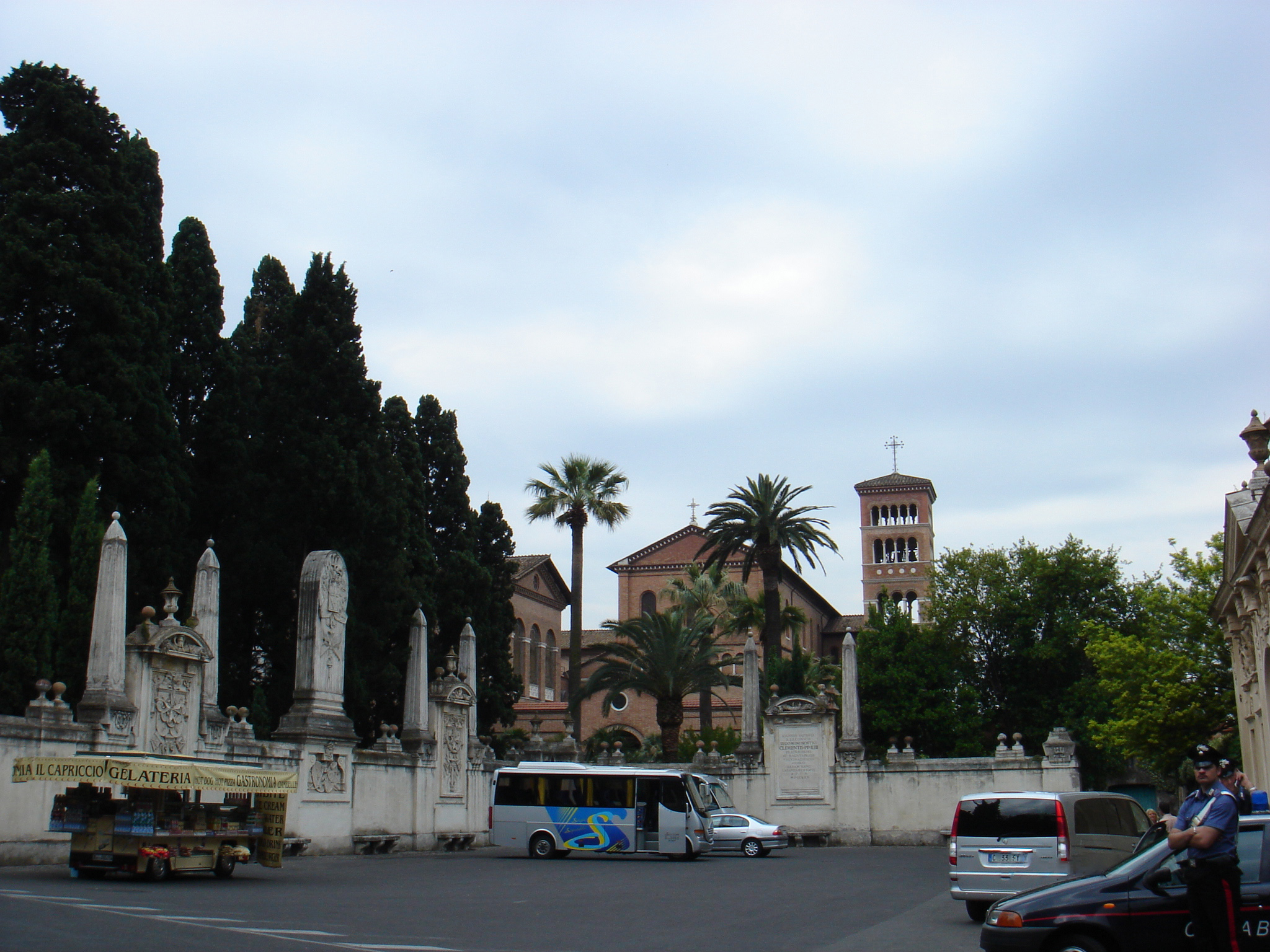
Vista da piazza dei Cavallieri di Malta, um projeto de Piranesi. Ao fundo, Sant'Anselmo.
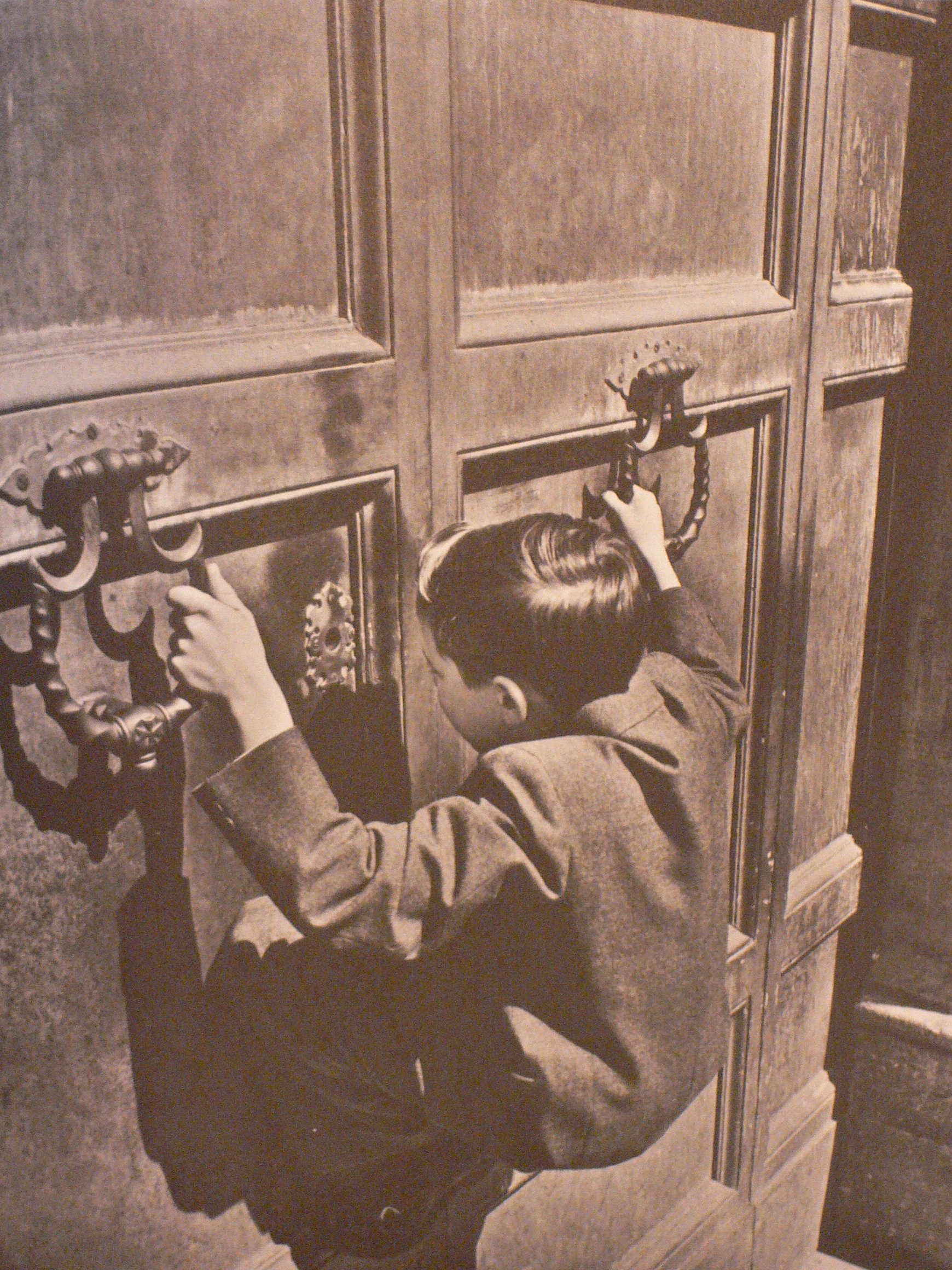
"Olhando através do buraco da fechadura da Vila dos Cavaleiros", um costume antigo que...
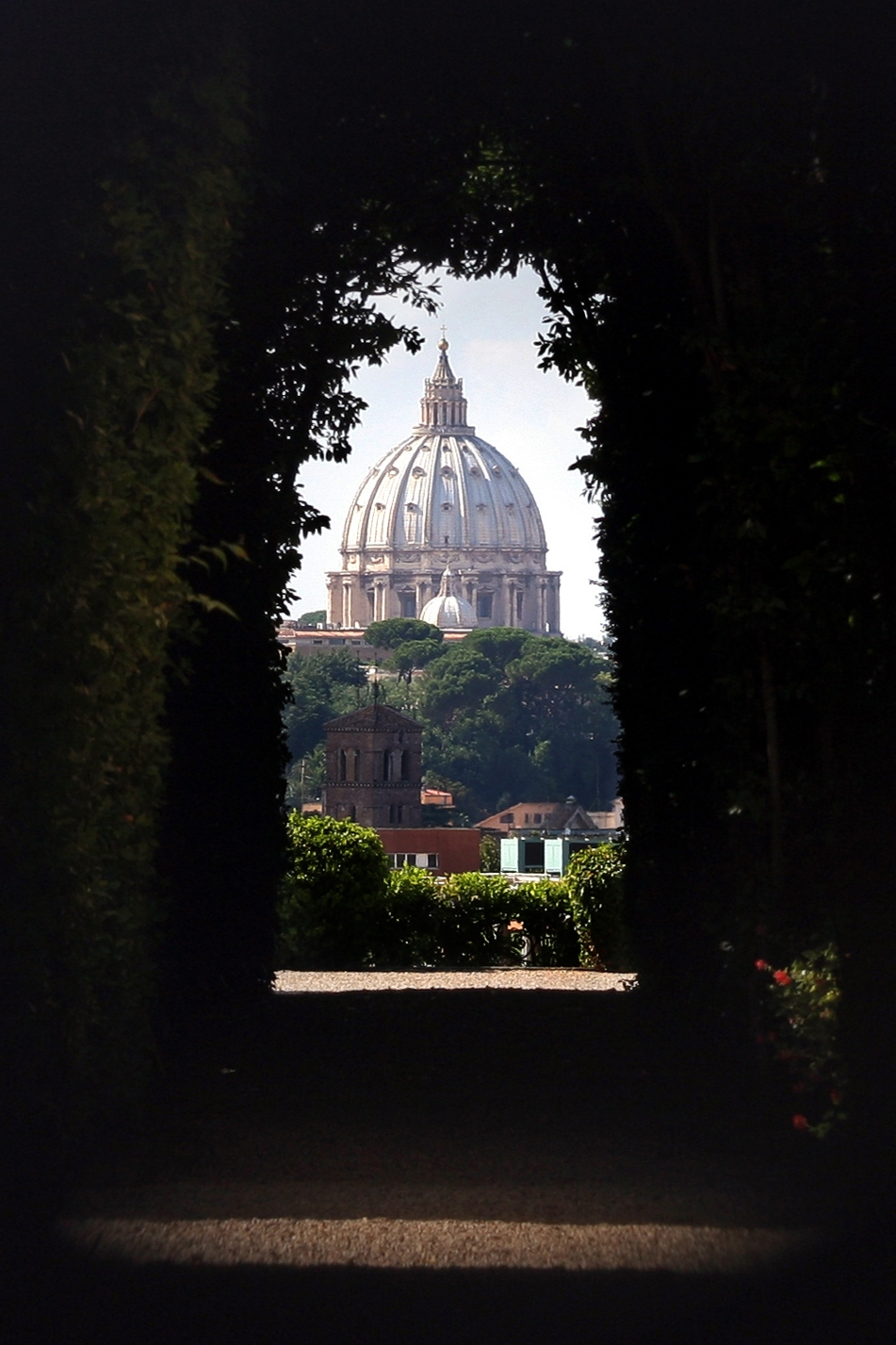
...proporciona esta vista da cúpula da Basílica de São Pedro emoldurada por ciprestes.
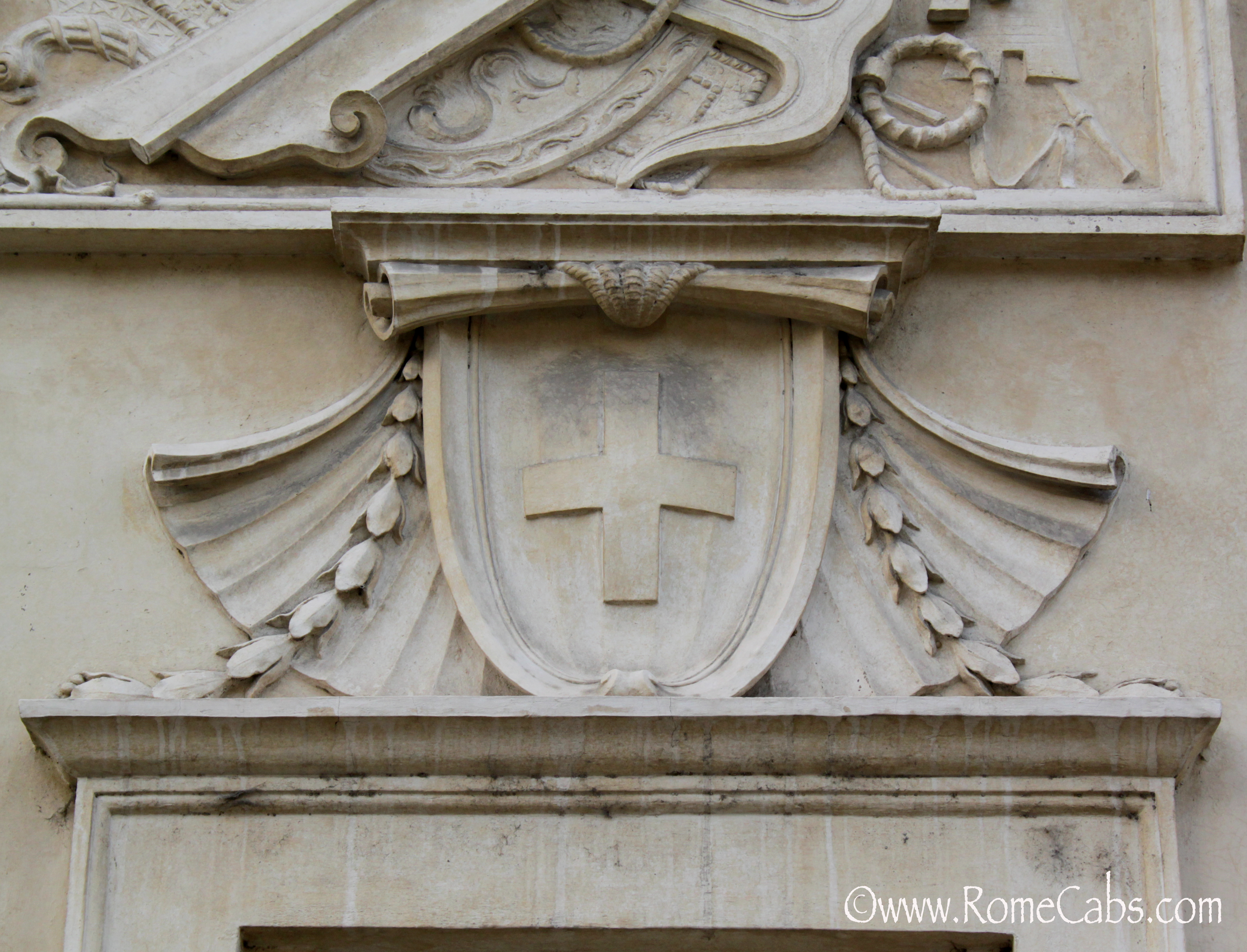
Detalhe com o brasão da ordem.

## col-2
1. ↑  Touring Club Italiano, Roma e dintorni, 1965:302.
2. ↑  «Ordem de Malta» (em inglês). Site oficial
3. ↑  «Site oficial» (em inglês). WorldStatesmen.org
4. ↑  Touring Club Italiano, Roma e dintorni, 1965:416.
5. ↑  TCI 1965:417; «Roma» (em inglês). AndrewPatton.com